# Nasova
Nasova este o localitate din comuna Apače, Slovenia, cu o populație de 189 de locuitori.